# Ліберті Тауншип (округ Мерсер, Пенсільванія)
Ліберті Тауншип (англ. Liberty Township) — селище (англ. township) в США, в окрузі Мерсер штату Пенсільванія. Населення — 1405 осіб (2020).

## Демографія
Згідно з переписом 2010 року, у селищі мешкало 1414 осіб у 540 домогосподарствах у складі 433 родин. Було 567 помешкань
Расовий склад населення:
| - 99,2 % — білих - 0,1 % — азіатів |

До двох чи більше рас належало 0,6 %. Частка іспаномовних становила 0,3 % від усіх жителів.
За віковим діапазоном населення розподілялося таким чином: 22,8 % — особи молодші 18 років, 61,4 % — особи у віці 18—64 років, 15,8 % — особи у віці 65 років та старші. Медіана віку мешканця становила 44,7 року. На 100 осіб жіночої статі у селищі припадало 104,3 чоловіків;  на 100 жінок у віці від 18 років та старших — 98,2 чоловіків також старших 18 років.
Середній дохід на одне домашнє господарство  становив 73 286 доларів США (медіана — 63 083), а середній дохід на одну сім'ю — 75 597 доларів (медіана — 65 682). Медіана доходів становила 51 696 доларів для чоловіків та 31 250 доларів для жінок. За межею бідності перебувало 4,3 % осіб, у тому числі 5,2 % дітей у віці до 18 років та 1,2 % осіб у віці 65 років та старших.
Цивільне працевлаштоване населення становило 706 осіб. Основні галузі зайнятості: освіта, охорона здоров'я та соціальна допомога — 29,6 %, виробництво — 12,0 %, роздрібна торгівля — 9,3 %, науковці, спеціалісти, менеджери — 8,2 %.